# Classic Grand Besançon Doubs
Classic Grand Besançon Doubs ist ein Straßenradrennen für Männer in Frankreich.
Das Eintagesrennen wurde erstmals in der Saison 2021 ausgetragen. Die Strecke führt durch die Ausläufer des französischen Jura um die Hauptstadt Besançon des Départements Doubs. Das Rennen ist Bestandteil der UCI Europe Tour und in die Kategorie 1.1 eingestuft.

## Palmarès
| Jahr | Sieger         | Zweiter            | Dritter           |
| ---- | -------------- | ------------------ | ----------------- |
| 2021 | Biniam Girmay  | Andrea Vendrame    | Axel Zingle       |
| 2022 | Jesús Herrada  | Victor Lafay       | Alexis Vuillermoz |
| 2023 | Victor Lafay   | Lenny Martinez     | Roger Adrià       |
| 2024 | Lenny Martinez | Victor Langellotti | David Gaudu       |
| 2025 |                |                    |                   |